# Chapelle Bufalini
La chapelle Bufalini (Cappella Bufalini) est une chapelle du transept droit de la basilique Santa Maria in Aracoeli à Rome. Elle expose un cycle de fresques de la Vie de saint Bernardin de Sienne réalisées par Pinturicchio entre 1484 et 1486. C'est l'une des chapelles les plus importantes conçues à Rome au début de la Renaissance. La chapelle est dédiée à saint Bernardin de Sienne et est également appelée chapelle Bufalini du nom de son premier donateur, Nicolò di Manno Bufalini.

## Histoire
La chapelle a été commanditée par l'avocat consistorial à Rome Niccolò dei Bufalini (~1450 – 1506), personnage important originaire de Città di Castello. La famille Bufalini avait une relation spéciale avec saint Bernardin de Sienne, car il avait réussi à mettre fin à la querelle entre les familles rivales Bufalini et Baglioni. Le choix du sujet des fresques de la chapelle était donc prédéterminé. Les armoiries héraldiques de sa famille (un taureau avec une rose) apparaissent souvent dans la chapelle. Le cardinal Mazarin, dont la mère Ortensia était issue de la famille Bufalini, reprit le patronage de la chapelle en 1646, qui passa ainsi à la famille Mancini-Mazzarino.
En 1482, la première phase de travaux dans la chapelle Sixtine vient d'être achevée, qui a vu converger à Rome certains des plus grands peintres italiens de l'époque, de Sandro Botticelli au Pérugin, de Domenico Ghirlandaio à Luca Signorelli, de Cosimo Rosselli à Pinturicchio. A la fin des travaux, ces maîtres sont tous partis plus ou moins précipitamment de Rome, à l'exception de Pinturicchio qui reste dans la ville et y installe son atelier, choisissant un groupe hétérogène des meilleurs collaborateurs qui ont travaillé dans la chapelle papale, parmi lesquelles se trouvent des peintres ombriens, toscans, émiliens et du Latium. Pinturicchio, qui jusque-là a été un maître de second ordre dans l'ombre du Pérugin, profite donc du vide laissé pour obtenir sa première grande commande, la chapelle Bufalini, dans laquelle il se montre tout à fait capable d'organiser et de diriger une entreprise d'une grande complexité, avec de nombreux collaborateurs. De plus, l'origine ombrienne commune du client et de l'architecte est probablement à la base d'une relation de confiance déjà existante, comme le montre également une Madone peinte pour les Bufalini dans la pinacothèque communale de Città di Castello (vers 1480).
Il n'y a pas de documents sur l'exécution des fresques, mais leur réalisation est généralement attribuée vers les années 1484-1486.
Au fil du temps les fresques ont subi diverses dégradations et repeints, notamment dans la voûte, auxquels les restaurations conservatrices de 1955-1956 et 1981-1982 ont tenté de remédier.

## Description

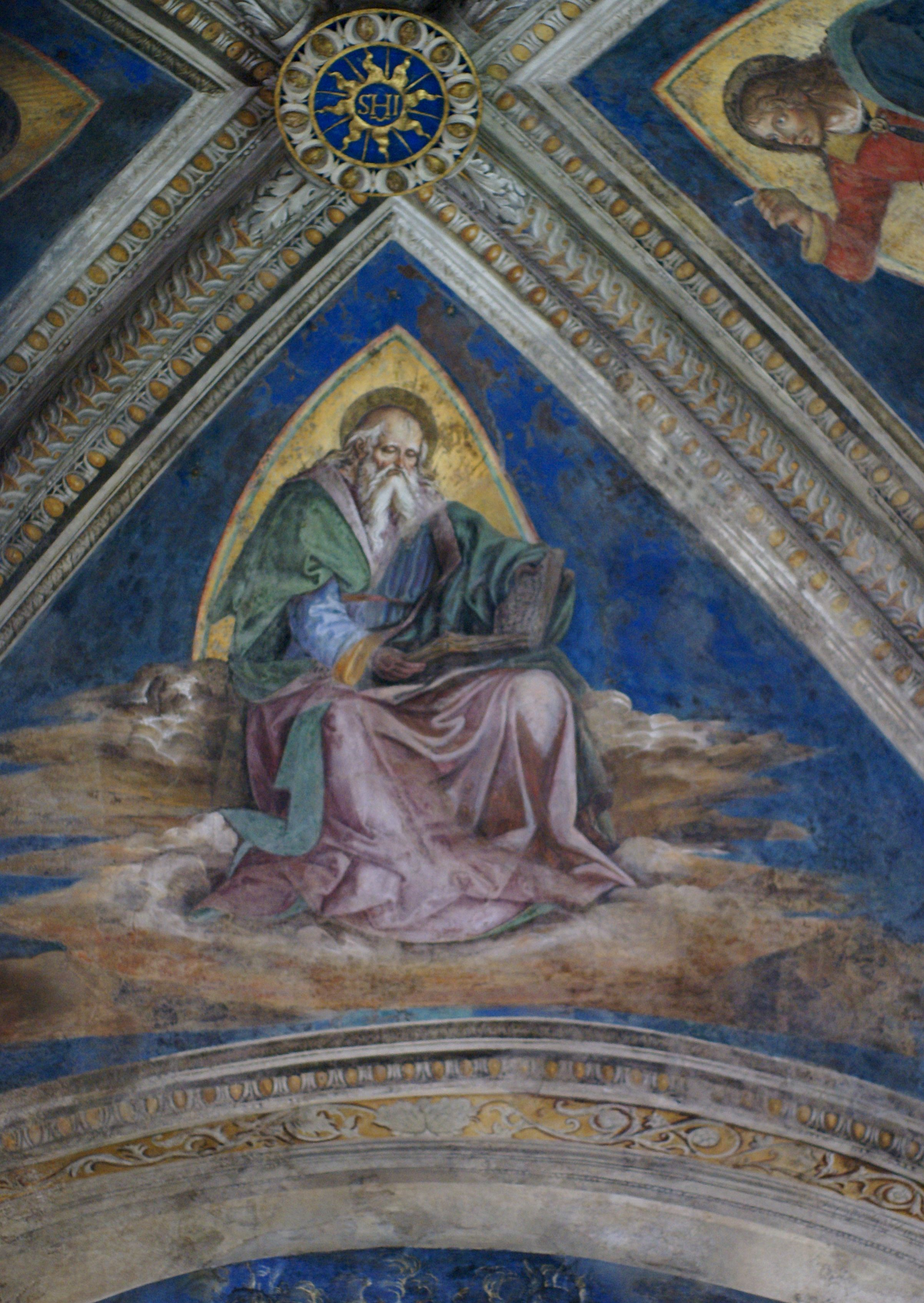
Saint Jean l'évangéliste.

On pénètre dans la chapelle par un arc de triomphe dont l'architecture se poursuit dans la fausse architecture à l'intérieur. L'intérieur de la chapelle a un plan carré (environ 5 × 5 mètres), avec une voûte en croisée d'ogives, également d'un peu plus de cinq mètres, et un sol décoré de mosaïques cosmatesques bien conservées. Les fresques se déploient sur les trois murs et sur la voûte, et sont dédiées à la vie et aux miracles de saint Bernardin de Sienne, un saint qui à cette époque fait l'objet d'une vaste promotion dévotionnelle de la part de l'ordre franciscain : il était vicaire général de l'ordre et l'un des prédicateurs les plus célèbres ; il fut canonisé en 1450. La basilique est entretenue par les mineurs franciscains, et les fresques comprennent également deux histoires de saint François d'Assise ; de plus, la famille Bufalini était particulièrement liée à Bernardin, car avec sa prédication, il avait apaisé les discordes entre les Bufalini et leurs rivaux Baglioni et Del Monte,.

### Voûte
Comme habituellement, les travaux partent des segments de la voûte, où les quatre Évangélistes sont représentés dans des vesica piscis lumineuses de forme ogivale, selon un schéma repris par le Pérugin. Ils sont entourés de mandorles pointus, chacun assis sur un nuage sur un fond bleu foncé parsemé d'étoiles. Les poses des évangélistes sont soigneusement étudiées et montrent une plus grande vivacité que le classicisme serein du Pérugin, avec même des relents d'esprit. A l'intersection des côtes, dans un médaillon, se trouve le nomina sacra IHS, rappelant que Bernardin a été persécuté à plusieurs reprises en raison de sa dévotion particulière au nom de Jésus et a été accusé d'hérésie en 1423, mais acquitté en 1427.

### Mur central

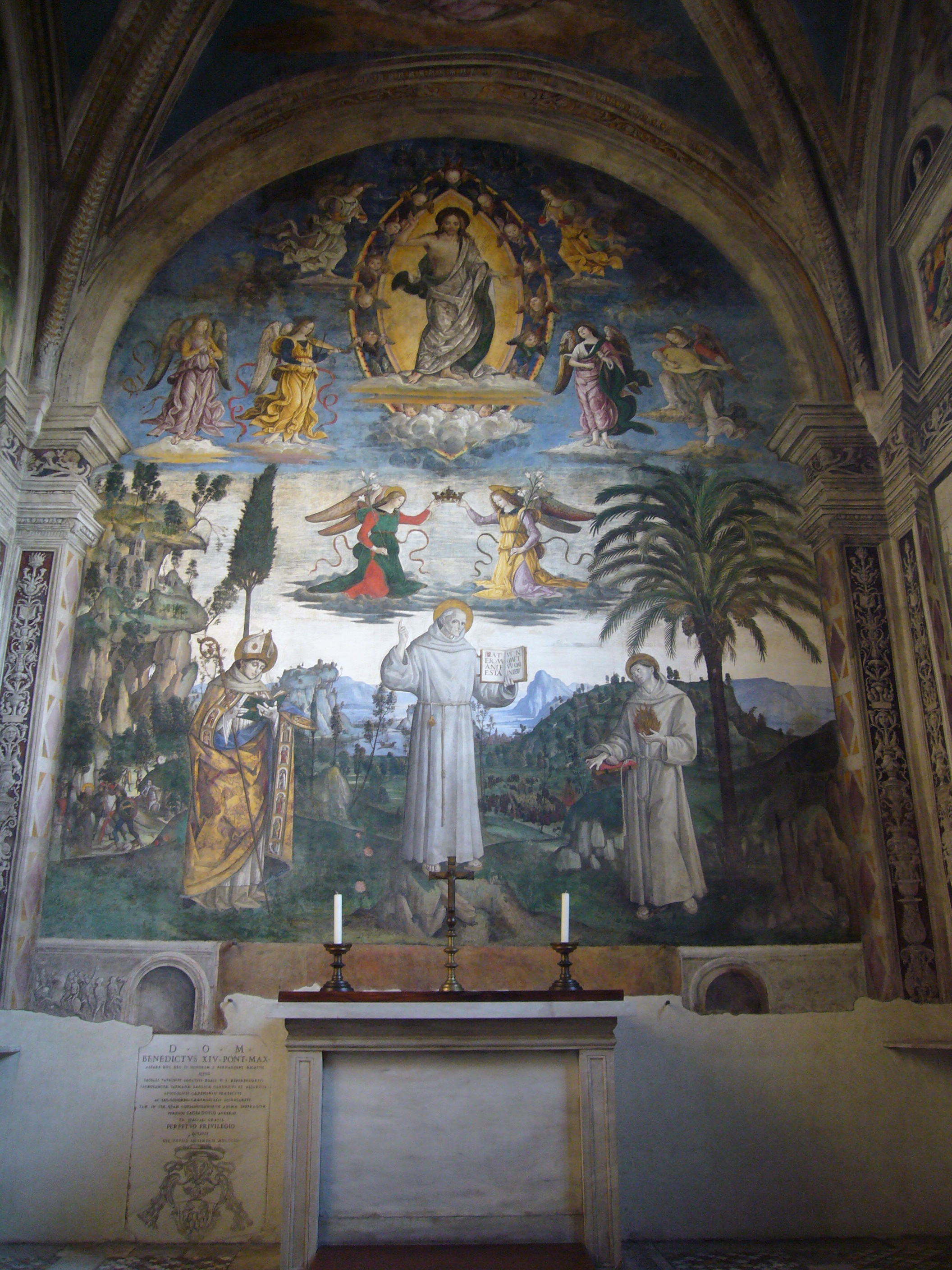
Gloire de saint Bernardin.

La Gloire de saint Bernardin se trouve sur le mur central, organisée sur deux registres reprenant le modèle de l'Assomption perdue de la chapelle Sixtine du Pérugin. Au registre inférieur figure saint Bernardin sur un rocher, les bras tendus, surmonté de deux anges qui s'apprêtent à le couronner, flanqué à sa droite de saint Louis de Toulouse dans sa robe épiscopale solennelle, et à sa gauche de saint Antoine de Padoue dans l'habit originel franciscain, tenant d'une main la flamme symbolisant la ferveur de sa piété et de l'autre un livre, indice sur son érudition. Les deux figures sont entourées de cyprès et de palmiers ; en arrière-plan, le paysage d'ascendance ombrienne, avec des rochers, des lacs et des montagnes, évite un schéma symétrique strict mais augmente la profondeur de l'espace. Le registre supérieur montre le Christ bénissant à l'intérieur d'une vesica piscis, entre des anges en prière et des musiciens. Dans ce cas également, le schéma pérugien est animé par une plus grande expressivité et complexité, perceptible à la fois dans les figures et dans les roches imaginatives du paysage, qui évitent les motifs symétriques et amplifient la profondeur spatiale. Bernardin tient un livre ouvert dans sa main sur lequel on peut lire « PATER MANIFESTAVI NOMEN TVVM (H) OMINIBVS », qui fait référence à l'invention du christogramme IHS du nom divin qui a coûté au saint siennois son accusation d'idolâtrie et d'hérésie.
Au-dessous de la scène, une bande monochrome est de goût antique, maintenant lisible seulement pour un tronçon, dans laquelle il y avait une série de fausses niches et de reliefs, dont celui du « cortège militaire » avec des prisonniers et des satyres. C'est l'un des premiers exemples du goût antique qui se répand précisément dans ces années-là dans la région romaine, repris peu de temps après par Filippino Lippi dans la chapelle Carafa.

### Mur de droite

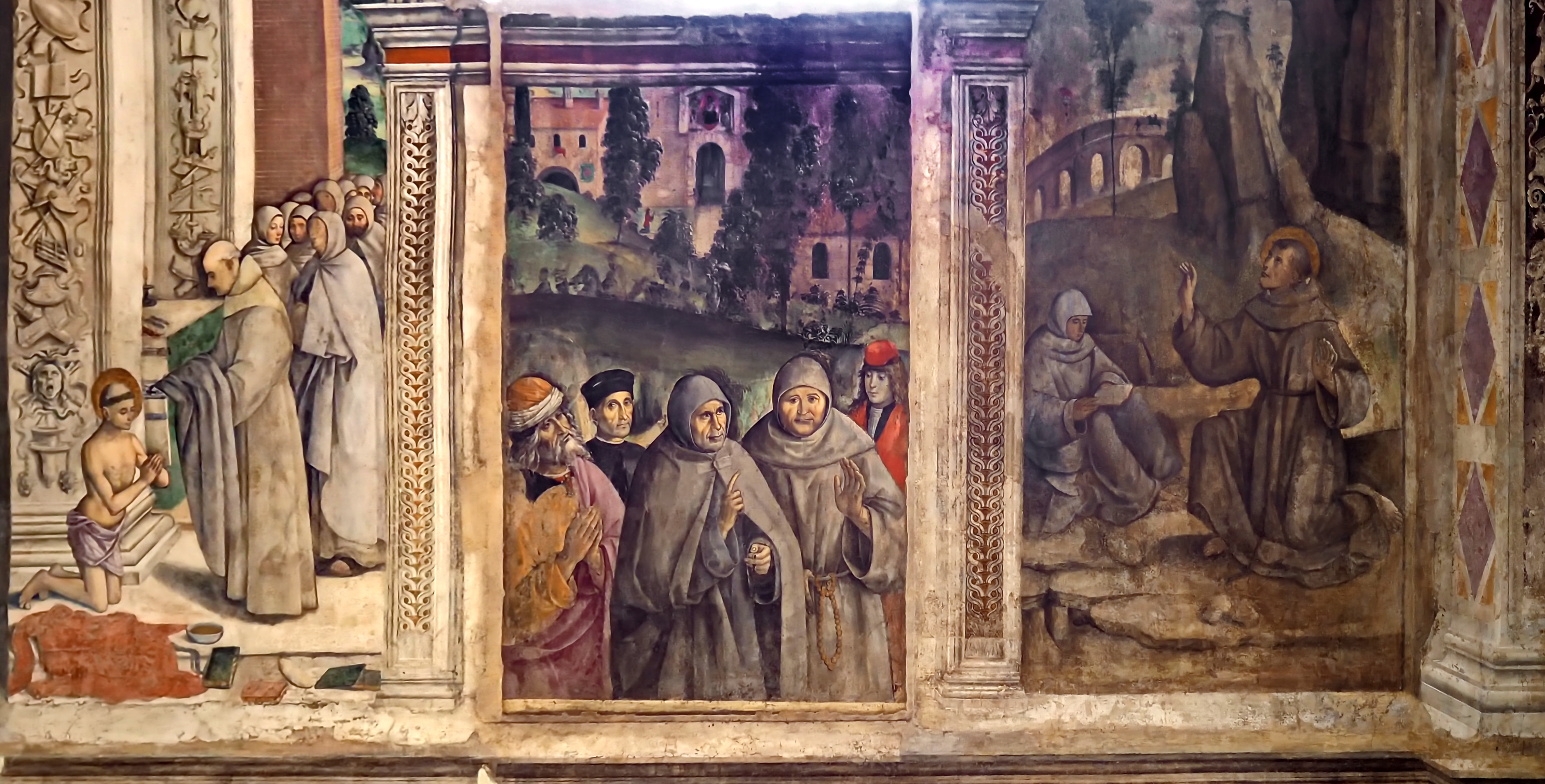
Mur de droite.

Sur le mur avec la fenêtre à meneaux, Pinturicchio a organisé une partition spatiale illusionniste, peignant deux fausses fenêtres symétriques, l'une avec La Bénédiction du Père Éternel et l'autre avec un paon bleu, un symbole chrétien primitif de l'Immortalité. La portion de mur montre trois scènes sans rapport. À gauche, dans une architecture simulée en pente qui utilise les piliers d'un arc décoré de grotesques, figure Bernardin reçoit l'habit religieux du supérieur de l'ordre, une scène de la vie de saint Bernardin de Sienne mise en perspective oblique audacieuse. Au centre, sous la véritable fenêtre se trouve une ouverture illusoire avec cinq personnages, parmi lesquels on reconnaît un moine âgé, peut-être le prieur du couvent, et un laïc qui lui ressemble beaucoup, peut-être un administrateur ou un artisan de l'Œuvre de la basilique. Le Franciscain au premier plan semble attirer l'attention sur la scène de la stigmatisation de saint François et discuter de cet événement avec les deux personnages de chaque côté de lui. Derrière cette scène, une troupe de cavalerie et, sans certitude, la porta Camollia de Sienne, sont reconnaissables ; Bernardin avait l'habitude de prier quotidiennement une image de la Vierge peinte au-dessus de cette porte. À droite, dans un paysage rocheux avec un aqueduc en arrière-plan, est représentée la stigmatisation de saint François d'Assise. L'édifice est peint de motifs décoratifs figurant des livres, des armes, des casques et des instruments de musique.

### Mur de gauche

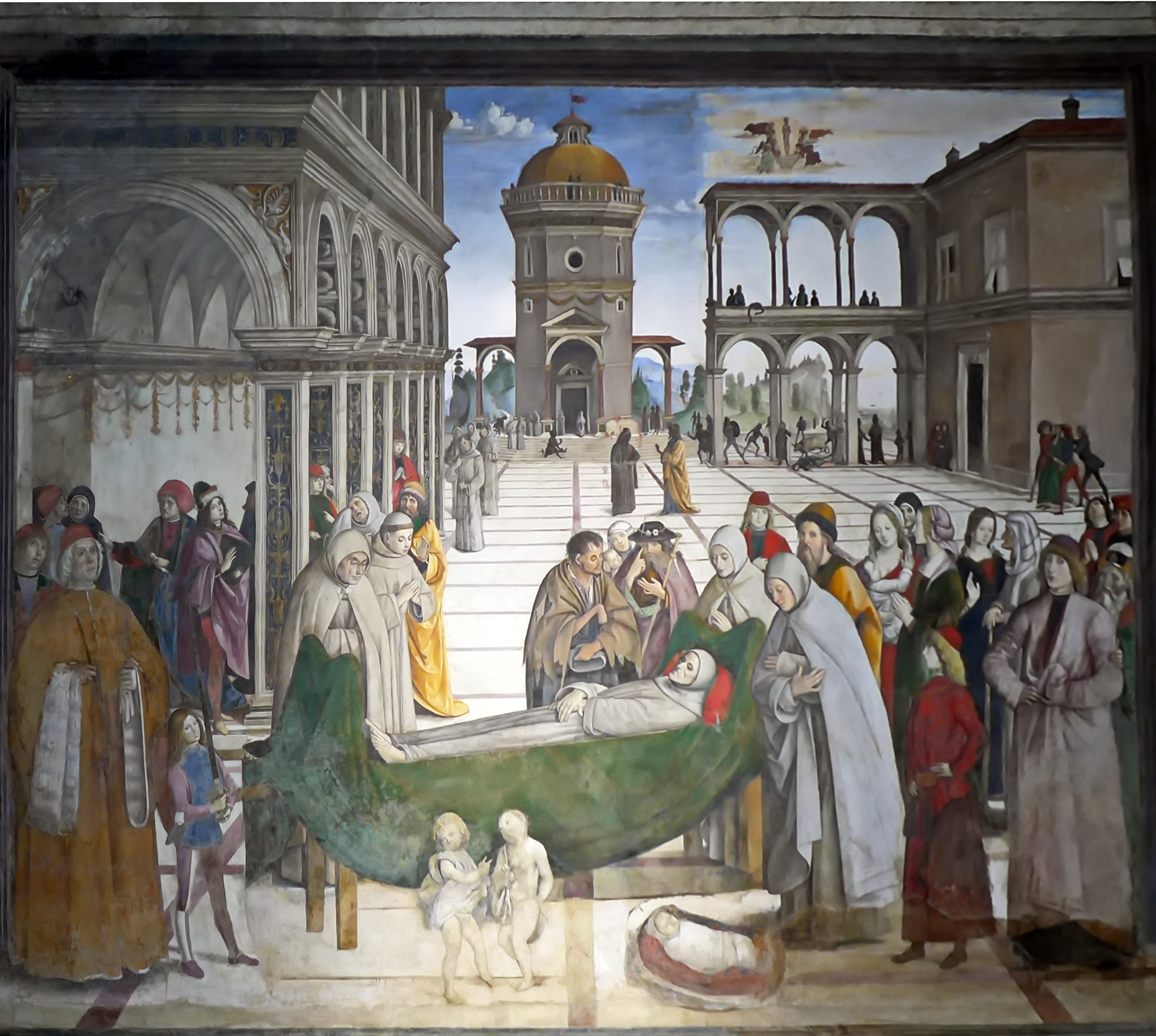
Funérailles de saint Bernardin.

Le mur de gauche est organisé en deux scènes superposées, séparées par une corniche à frise peinte. La lunette supérieure montre l'Ermitage du jeune Bernardin, tandis qu'en bas se trouve la scène des Funérailles de saint Bernardin, située dans un espace urbain avec un sol en damier rationnellement organisé avec la perspective qui capte le regard du spectateur vers le point de fuite, qui coïncide avec un bâtiment avec une base centrale, tiré de La Remise des clefs à saint Pierre du Pérugin. Pinturicchio, cependant, s'éloigne du modèle en atténuant la rigueur symétrique par l'agencement de deux bâtiments à des hauteurs différentes sur les côtés, qui enrichissent et varient le scénario. Le catafalque du saint apparaît au premier plan. Des moines, divers personnages et des membres de la famille Bufalini entourent le corps.
À gauche, une loggia a des piliers décorés de candélabres dorés imaginatifs, qui atteint presque le seuil du premier étage, tandis qu'à droite, plus loin, un bâtiment cubique est relié à une double loggia ouverte aérée sur le fond du paysage et du ciel cristallin.
Au premier plan, le saint est allongé sur une civière qui, étant placée de côté, augmente la sensation de profondeur spatiale et fait mieux interagir les personnages avec l'espace environnant. Frères, pèlerins et gens du commun s'approchent pour rendre hommage au saint, tandis que sur les côtés se tiennent deux personnages contemporains richement vêtus dont le client lui-même à gauche, habillé d'un riche habit brodé d'or avec la cape fourrée et un gant chaussé, précédé d'un page qui porte une épée levée. À côté de lui figurent d'autres membres de la famille.
Les autres personnages qui peuplent la place mettent en scène une série de miracles accomplis par le saint de son vivant : la guérison d'un aveugle (qui montre ses yeux), la résurrection d'un possédé, la guérison de l'enfant mort-né de Jean et Marguerite da Basilea, la guérison de Lorenzo di Niccolò da Prato blessé par un taureau et la pacification des familles ombriennes,.
Dans cette œuvre, les multiples influences de la peinture du Pérugin sont claires : la rationalité de la perspective de marque urbino-pérugienne, la variété des types et des poses, inspirées par des Florentins tels que Benozzo Gozzoli ou Domenico Ghirlandaio, la caractérisation piquante de pauvres pèlerins et mendiants, dérivés de l'exemple des Flamands.
Les candélabres grotesques qui ornent les piliers sont surchargés d'éléments fantastiques, monstres, animaux, plantes et mobilier, et sont de grande qualité, imitant les anciens reliefs et les premiers grotesques découverts dans la Domus aurea. L'un des rares dessins considérés avec certitude comme des autographes de Pinturicchio, conservé au Kupferstichkabinett Berlin (n. 5192), fait référence à ces candélabres. En raison de l'utilisation croissante des aides d'atelier, les éléments décoratifs de ses œuvres ultérieures seront davantage négligés.
La lunette au-dessus de l'architrave montre le jeune Bernardin en ermite. Selon la tradition, le saint s'est retiré dans la solitude pendant dix ans après avoir survécu à une épidémie de peste. Sur la droite de la fresque, ermite sur une colline, il est absorbé par la lecture des Saintes Écritures. La partie gauche de l'image montre un groupe de personnes avec trois personnages principaux : un jeune homme, vêtu d'un pantalon bleu et d'une jupe rouge, désigne le saint et tente de persuader le groupe d'agir. Le jeune homme au manteau rouge à gauche lève la main en signe de modération. Le vieil homme, en costume traditionnel, au centre, montre la compréhension du virage de saint Bernard vers la vie ascétique.
À droite de la chapelle se trouve la sépulture des Bufalini avec une stèle sur laquelle sont gravés les mots « Nicolai de Castello et suorum ».